# Moneta (Wyoming)
Moneta è una comunità non incorporata della contea di Fremont, Wyoming, Stati Uniti. Moneta si trova sull'U.S. Route 26, 20,1 miglia (32,3 km) a est-sud-est di Shoshoni.

## Storia
Moneta fu progettata nel 1906. Prende il nome da Moneta, Iowa. Nel 1906 fu istituito un ufficio postale a Moneta, che rimase in funzione fino alla sua chiusura nel 1972.